# سطح المغاسل (آيت موسى)
سطح المغاسل هو دُوَّار يقع بجماعة راس القصر، إقليم جرسيف، جهة الشرق في المملكة المغربية. ينتمي الدوّار لمشيخة آيت موسى التي تضم 9 دواوير. يقدر عدد سكانه بـ 1034 نسمة حسب الإحصاء الرسمي للسكان والسكنى لسنة 2004.

## روابط خارجية
- البوابة الوطنية للجماعات الترابية نسخة محفوظة 12 مارس 2018 على موقع واي باك مشين.
- المندوبية السامية للتخطيط